# Creyssensac-et-Pissot
Creyssensac-et-Pissot är en kommun i departementet Dordogne i regionen Nouvelle-Aquitaine i sydvästra Frankrike. Kommunen ligger i kantonen Vergt som tillhör arrondissementet Périgueux. År 2022 hade Creyssensac-et-Pissot 266 invånare.

## Befolkningsutveckling
Antalet invånare i kommunen Creyssensac-et-Pissot
Referens:INSEE